# Vlkov (České Budějovice)
Vlkov é uma comuna checa localizada na região da Boêmia do Sul, distrito de České Budějovice.